# Revolution (videójáték)
A Revolution (stilizálva: ReVOLUTION) egy 2002-es poszt-apokaliptikus first-person shooter, amit a román Fun Labs fejlesztett és az Activision Value adott ki. Az Are You Prepared? (Készen állsz?) a játék alcíme.

## Cselekmény
Jack Plummer egy karbantartói állásra jelentkezik a Corporation (Cég) nevű cégnél. A cégnél nem mondanak el neki semmit, a feladatait mindig a kapott készülékén közlik vele. Később megtudja Jack, hogy a Cég nem az emberek életének javítása miatt kísérletezik, hanem hogy megölje őket. Juana elárulja, hogy a Resistance (Ellenállás) tagja, ami a Cég ellen harcol.

## Karakterek
Jack Plummer: A játék főszereplője.
Juana: Jack volt élettársa, a cégnél magasabb beosztásban dolgozik.

## Játékmenet
A játékban online többjátékos mód is elérhető, de a szerverek már nem működnek.

## Fogadtatás
A Metacritic 4 kritika alapján 29 pontot adott a játéknak a 100-ból.